# Communauté de communes Seine et Aube
Die Communauté de communes Seine et Aube ist ein französischer Gemeindeverband mit der Rechtsform einer Communauté de communes im Département Aube in der Region Grand Est. Sie wurde am 8. Dezember 2016 gegründet und umfasst 25 Gemeinden. Der Verwaltungssitz befindet sich im Ort Saint-Mesmin.

## Historische Entwicklung
Der Gemeindeverband entstand mit Wirkung vom 1. Januar 2017 durch die Fusion der Vorgängerorganisationen
- Communauté de communes de Plancy-l’Abbaye und
- Communauté de communes Seine Fontaine Beauregard.[3]

## Mitgliedsgemeinden
| Gemeinde                             | Einwohner 1. Januar 2022 | Fläche km² | Dichte Einw./km² | Code INSEE | Postleitzahl |
| ------------------------------------ | ------------------------ | ---------- | ---------------- | ---------- | ------------ |
| Bessy                                | 114                      | 7,03       | 16               | 10043      | 10170        |
| Boulages                             | 227                      | 11,54      | 20               | 10052      | 10380        |
| Champfleury                          | 109                      | 17,98      | 6                | 10075      | 10700        |
| Chapelle-Vallon                      | 232                      | 19,24      | 12               | 10082      | 10700        |
| Charny-le-Bachot                     | 242                      | 13,64      | 18               | 10086      | 10380        |
| Châtres                              | 705                      | 15,76      | 45               | 10089      | 10510        |
| Chauchigny                           | 222                      | 9,72       | 23               | 10090      | 10170        |
| Droupt-Saint-Basle                   | 342                      | 18,61      | 18               | 10131      | 10170        |
| Droupt-Sainte-Marie                  | 256                      | 14,40      | 18               | 10132      | 10170        |
| Étrelles-sur-Aube                    | 157                      | 10,43      | 15               | 10144      | 10170        |
| Fontaine-les-Grès                    | 903                      | 12,16      | 74               | 10151      | 10280        |
| Les Grandes-Chapelles                | 398                      | 22,10      | 18               | 10166      | 10170        |
| Longueville-sur-Aube                 | 133                      | 11,64      | 11               | 10207      | 10170        |
| Méry-sur-Seine                       | 1.442                    | 12,42      | 116              | 10233      | 10170        |
| Mesgrigny                            | 260                      | 7,27       | 36               | 10234      | 10170        |
| Plancy-l’Abbaye                      | 963                      | 41,38      | 23               | 10289      | 10380        |
| Prémierfait                          | 90                       | 14,79      | 6                | 10305      | 10170        |
| Rhèges                               | 208                      | 14,80      | 14               | 10316      | 10170        |
| Rilly-Sainte-Syre                    | 230                      | 14,16      | 16               | 10320      | 10280        |
| Saint-Mesmin                         | 907                      | 16,15      | 56               | 10353      | 10280        |
| Saint-Oulph                          | 326                      | 10,94      | 30               | 10356      | 10170        |
| Salon                                | 128                      | 21,67      | 6                | 10365      | 10700        |
| Savières                             | 1.075                    | 18,54      | 58               | 10368      | 10600        |
| Vallant-Saint-Georges                | 417                      | 17,86      | 23               | 10392      | 10170        |
| Viâpres-le-Petit                     | 127                      | 11,13      | 11               | 10408      | 10380        |
| Communauté de communes Seine et Aube | 10.213                   | 385,36     | 27               | –          | –            |